# I lodjurets timma
I lodjurets timma är ett drama av Per Olov Enquist från 1988. 
Den ursprungliga titeln var I morfars hus, men byttes innan premiären till den nuvarande. Redan innan urpremiären hade pjäsen översatts till tio olika språk. Handlingen har en parallell i Nedstörtad ängel, som också delvis handlar om en pojke som har mördat två människor.
"Lodjurets timma" är enligt pojken i pjäsen dygnets tjugofemte timma, den som ligger lite utanför det kontrollerbara.
Manuset finns utgivet i två samlingar med Enquists dramatik - Dramatik 1992 och Dramatik I: Kammarspelen 2017.

## Handling
En pojke har bott med sin morfar i Västerbotten i hela sitt liv. När morfar dör och huset sålts slår pojken brutalt ihjäl husets nya ägare och bränner ner huset. Han blir placerad på mentalsjukhus, där han blir utvald att delta i ett experiment och får ta hand om en katt i ett försök att nå pojkens inre. Pojken döper katten till Valle och tror att Gud bor i katten. Experimentet misslyckas, pojken misshandlar brutalt en av de övriga patienterna, katten dör och pojken försöker ta sitt eget liv. Försöksledaren Lisbeth tillkallar en före detta präst för att prata med pojken.

## Uppsättningar
Premiären ägde rum på Sibyllan i Stockholm 9 april 1988 i regi av Göran Graffman. Den 23 april samma år fick pjäsen sin första utländska uppsättning under titeln Godzina kota på Teatr Powszechny i Warszawa. Samma år hade den även premiär på Riksteatern i Lennart Kollbergs regi. Graffman regisserade även den norska premiären med titeln Den 25. timen på Nationaltheatret samma år. Malmö Stadsteater satte upp pjäsen 1989 i regi av Eva Sköld. 2016 satte Dramaten återigen upp pjäsen ännu en gång, denna gång på Lilla scen i regi av Johannes Holmen Dahl.
| Roll       | Dramaten 9 april 1988 | Riksteatern 24 september 1988 | Malmö Stadsteater 2 mars 1989 | Teater Giljotin 11 oktober 2014 | Dramaten 13 maj 2016 |
| ---------- | --------------------- | ----------------------------- | ----------------------------- | ------------------------------- | -------------------- |
| Regi       | Göran Graffman        | Lennart Kollberg              | Eva Sköld                     | Kia Berglund                    | Johannes Holmen Dahl |
| Scenografi | Jan Lundberg          | Birgitta Rhedin               | Anna Gisle                    | Youlian Tabakov                 | Magdalena Åberg      |
| Pojken     | Pontus Gustafsson     | Benny Fredriksson             | Duncan Green                  | Peter Viitanen                  | Michael Jonsson      |
| Lisbeth    | Lil Terselius         | Bergljót Árnadóttir           | Nina Gunke                    | Julia Marko Nord                | Nina Fex             |
| Prästen    | Anita Björk           | Emy Storm                     | Rut Hoffsten                  | Chatarina Larsson               | Ingela Olsson        |

## Filmatisering
Den dansk-svenska filmversionen, med samma titel (danska: I lossens time), hade urpremiär i Danmark 23 maj 2013 med Sofie Gråbøl och Søren Malling i huvudrollerna; regissör var Søren Kragh-Jacobsen.